# William Hay (hokeista na trawie)
William Douglas „Bill” Hay (ur. 7 października 1934) – singapurski hokeista na trawie, olimpijczyk.
Uczestnik Letnich Igrzysk Olimpijskich 1956 (grał na pozycji pomocnika). Jego wuj Noel Hay był wówczas selekcjonerem kadry singapurskiej. Reprezentował Singapur w pięciu z sześciu spotkań, które kadra narodowa zagrała na tym turnieju, nie strzelając żadnego gola. Jego drużyna zajęła finalnie 8. miejsce w stawce 12 zespołów. 
Poza hokejem uprawiał także krykiet.